# Leon Grot

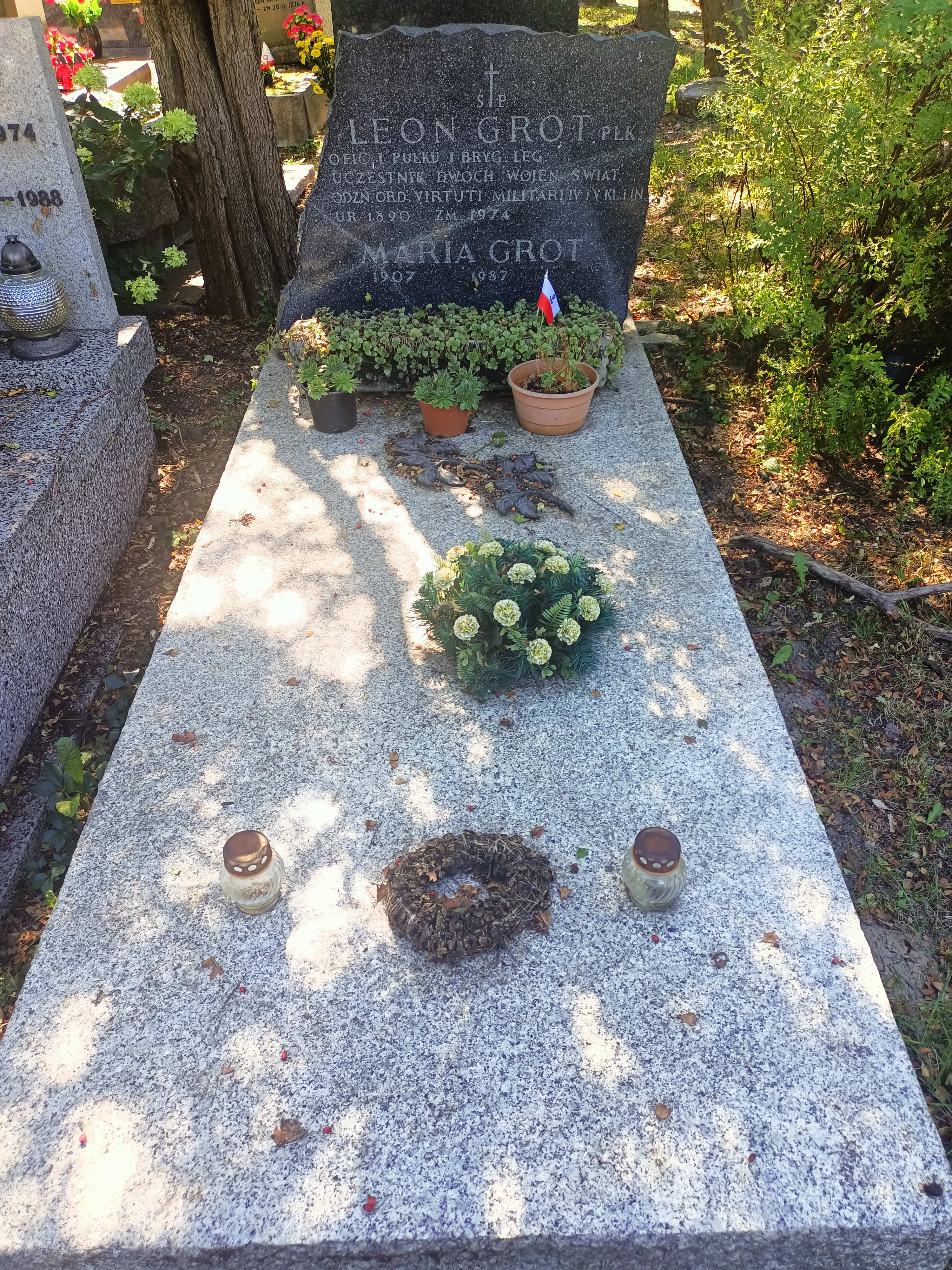
Grób Leona Grota na Cmentarzu Wojskowym na Powązkach

Leon Grot vel Leon Machonbaum ps. „Grot” (ur. 6 czerwca 1890 w Warszawie, zm. 28 marca 1974 tamże) – pułkownik piechoty Wojska Polskiego, działacz niepodległościowy, kawaler Orderu Virtuti Militari.

## Życiorys
Urodził się 6 czerwca 1890 w Warszawie, w rodzinie żydowskiego pochodzenia jako syn Józefa i Flory Lawendel. W czasie I wojny światowej walczył w Legionach Polskich. Był oficerem 1 pułku piechoty Legionów. 2 lipca 1915 awansował do stopnia podporucznika, a 1 kwietnia 1916 na porucznika. W lipcu 1917, po kryzysie przysięgowym, został internowany w Beniaminowie.
W 1918 został przyjęty do Wojska Polskiego i przydzielony do 35 pułku piechoty. W szeregach tego pułku walczył na wojnie z bolszewikami. Dowodził kompanią i batalionem. 15 lipca 1920 został zatwierdzony w stopniu majora z dniem 1 kwietnia 1920, w piechocie, w „grupie byłych Legionów Polskich”. 3 maja 1922 został zatwierdzony w stopniu majora ze starszeństwem z 1 czerwca 1919 i 240. lokatą w korpusie oficerów piechoty. W lipcu 1922 został zatwierdzony na stanowisku pełniącego obowiązki zastępcy dowódcy 35 pułku piechoty.
1 grudnia 1924 awansował do stopnia podpułkownika ze starszeństwem z dniem 15 sierpnia 1924 i 67. lokatą w korpusie oficerów piechoty. W sierpniu 1925 został przeniesiony do 14 pułku piechoty we Włocławku na stanowisko zastępcy dowódcy pułku. W lutym 1928 został wyznaczony na stanowisko dowódcy 31 pułku Strzelców Kaniowskich w Łodzi. Od 23 grudnia 1929 do 16 października 1935 dowodził 3 pułkiem piechoty Legionów w Jarosławiu. Na tym stanowisku 24 grudnia 1929 awansował do stopnia pułkownika ze starszeństwem z 1 stycznia 1930 i 18. lokatą w korpusie oficerów piechoty. W październiku 1935 został mianowany dowódcą piechoty dywizyjnej 24 Dywizji Piechoty w Jarosławiu, a trzy lata później dowódcą piechoty dywizyjnej 22 Dywizji Piechoty Górskiej w Przemyślu. Z racji pełnionej funkcji był zastępcą dowódcy dywizji, gen. bryg. Mieczysława Boruty-Spiechowicza. Od marca 1939, kiedy gen. Boruta został wyznaczony na stanowisko dowódcy Grupy Operacyjnej „Bielsko”, do 28 sierpnia 1939 pełnił obowiązki dowódcy dywizji.
Na stanowisku dowódcy piechoty dywizyjnej 22 DP Gór. walczył w kampanii wrześniowej. W czasie walk dostał się do niemieckiej niewoli, w której przebywał bez mała sześć lat. 29 kwietnia 1945 został uwolniony z Oflagu VII A Murnau.
W 1945 powrócił do kraju i został przyjęty do Wojska Polskiego. Był zastępcą dowódcy 2 Dywizji Piechoty ds. liniowych. Od 21 listopada 1945 roku do 10 marca 1946 roku był kierownikiem Sekcji Oficerów Rezerwy Departamentu Piechoty i Kawalerii Ministerstwa Obrony Narodowej, do 31 grudnia 1947 roku był szefem Wydziału Wyszkolenia Bojowego w tym departamencie. Służbę pełnił między innymi na stanowisku szefa sztabu Dowództwa Wojsk Lądowych w Warszawie.
Zmarł 28 marca 1974 w Warszawie. Pochowany na Cmentarzu Wojskowym na Powązkach (kwatera CII28-12-11).
W opinii generała Józefa Kuropieski był to „człowiek nieprzeciętnie rozumny, spokojny, wnikliwy i daleki od chęci urażenia czymkolwiek kogokolwiek”.
28 marca 1934 był bezdzietnym wdowcem.

## Ordery i odznaczenia
- Krzyż Srebrny Orderu Wojskowego Virtuti Militari nr 1355[5] – 28 lutego 1921[22]
- Krzyż Niepodległości – 20 stycznia 1931 „za pracę w dziele odzyskania niepodległości”[23]
- Krzyż Oficerski Orderu Odrodzenia Polski – 10 listopada 1928 „za zasługi na polu pracy niepodległościowej i wyszkolenia wojska”[24][25]
- Krzyż Walecznych czterokrotnie[b] (po raz pierwszy w zamian za dyplom „za Waleczność” byłego Frontu Litewsko-Białoruskiego[28], po raz 2 i 3 w 1921, 1922[29])
- Złoty Krzyż Zasługi
- Medal Pamiątkowy za Wojnę 1918–1921[26]
- Medal Dziesięciolecia Odzyskanej Niepodległości[26]
- Odznaka Oficerska Związków Strzeleckich[30]